# ウェイト (曲)
「ウェイト」（Wait）は、ビートルズの楽曲である。本作は1965年12月3日に発売された6作目のイギリス盤公式オリジナル・アルバム『ラバー・ソウル』のB面5曲目に収録された。本作について、ポール・マッカートニーは1997年に出版された伝記の中で自身が書いた曲で、「ジョンは殆ど関わっていない」と回想しており、レノンは1970年のインタビューで「これはポールの曲に違いない」と語っている。

## 背景・レコーディング
「ウェイト」は、1965年6月にアルバム『ヘルプ!』のために録音された楽曲だが、最終的に同作には未収録となった。その後、『ラバー・ソウル』のレコーディング・セッション最終日にアルバム収録曲が足りないという事態に陥ったため、本作が再利用されることになった。『ラバー・ソウル』のレコーディング・セッションで新しくレコーディングされた曲と調和するように、ビートルズは『ヘルプ!』のセッションでレコーディングしたテイクに対してオーバー・ダビングを施した。
作家のジーン・ミシェル・ゲドンとフィリップ・マーゴティンは、歌詞の内容について「マッカートニーと（当時の彼女である）ジェーン・アッシャーとの不仲を反映したもの」と推測している。リード・ボーカルは主部がレノンとマッカートニーのデュエットで、中間部はマッカートニーのみが務めている。ハリスンはギターの演奏に際して、「アイ・ニード・ユー」や「イエス・イット・イズ」と同様にトーンペダルを使用した。

## 評価
『オールミュージック』のリッチー・アンターバーガーは、「『ラバー・ソウル』で最高の曲の一つではないものの、じゅうぶんに他の収録曲と調和している」「レノン・マッカートニーの作品で、悲しいメロディを持つ楽曲の一つ」と評価している。

## クレジット
※出典
- ジョン・レノン - ダブルトラックのボーカル、リズムギター
- ポール・マッカートニー - ダブルトラックのボーカル、ベース
- ジョージ・ハリスン - リードギター
- リンゴ・スター - ドラム、マラカス、タンバリン

## カバー・バージョン
- フランキー・ヴォーン（英語版） - 1966年に発売されたアルバム『Return Date at the Talk of the Town』に収録[5]。
- アルバート・ハモンドJr. & ベン・クウェラー（英語版） - 2005年に発売されたトリビュート・アルバム『This Bird Has Flown – A 40th Anniversary Tribute to the Beatles' Rubber Soul』に収録[6]。
- カーラ・ディロン（英語版） & サム・レイクマン（英語版） - 2006年に発売されたトリビュート・アルバム『Rubber Folk』に収録[7]。
- イエロー・マター・カスタード（英語版）[注釈 1] - 2007年に発売されたライブ・アルバム『One Night In New York City』に収録[8]。
- ベティ・ラヴェット（英語版） - 2015年に収録されたアルバム『Worthy』に収録[9]。